# Richard Buchta

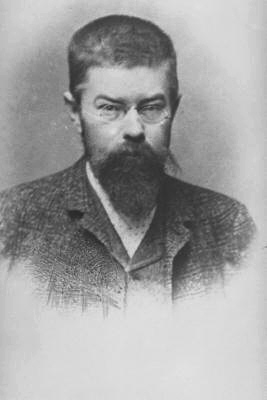
Richard Buchta

Richard Buchta (* 19. Januar 1845 in Radlow (Galizien); † 29. Juli 1894 in Wien) war ein österreichischer Afrikaforscher, Buchautor und Fotograf. Obwohl Richard Buchtas Fotografien bis etwa zum Anfang des 20. Jahrhunderts häufig in Reiseberichten über Ostafrika reproduziert wurden, gerieten seine Veröffentlichungen danach weitgehend in Vergessenheit. Seit dem späten 20. Jahrhundert hat sein Werk für die Geschichte der Fotografie in Afrika jedoch erneute Bedeutung erhalten.

## Leben und Werk
Bereits mit 20 Jahren begann Buchta ausgedehnte Reisen durch Deutschland, Frankreich, Ungarn, die unteren Donauländer, den Balkan, die Türkei und Kleinasien. Unter anderem hielt er sich ein Jahr in Konstantinopel (dem heutigen Istanbul) und später drei Jahre in Kairo auf. Von dort aus reiste er nach Khartum und bekam von Generalgouverneur Gordon Pascha den Auftrag, den türkisch-ägyptischen Sudan zu erforschen. Im August 1878 verließ Buchta Khartum und kam im Oktober in Ladó am oberen Nil an. Hier war er Gast von Emin Pascha. Buchta nutzte Ladó als Ausgangsbasis und reiste als ethnologisch interessierter Beobachter und Fotograf in verschiedene Gebiete des südlichen Sudans bzw. nördlichen Ugandas. Unter anderem lebte er im Juli/August 1879 bei den westlich von Ladó lebenden Adio. 1880 kehrte Buchta über Khartum nach Deutschland zurück und veröffentlichte 1881 seine Fotografien als Teil des Buches Die oberen Nilländer: Volkstypen und Landschaften, dargestellt in 160 Photographien.
Buchta ging 1885 erneut nach Ägypten auf Reisen. Neben anderen Orten bereiste er dort die Wüste um die Oase Fajum. Seit 1886 lebte Richard Buchta in Wien, wo er am ersten Band von Reisen in Afrika des Afrikaforschers Wilhelm Junker mitwirkte. Buchta starb am 29. Juli 1894 im Alter von 49 Jahren.

## Bedeutung für die Geschichte der Fotografie in Afrika

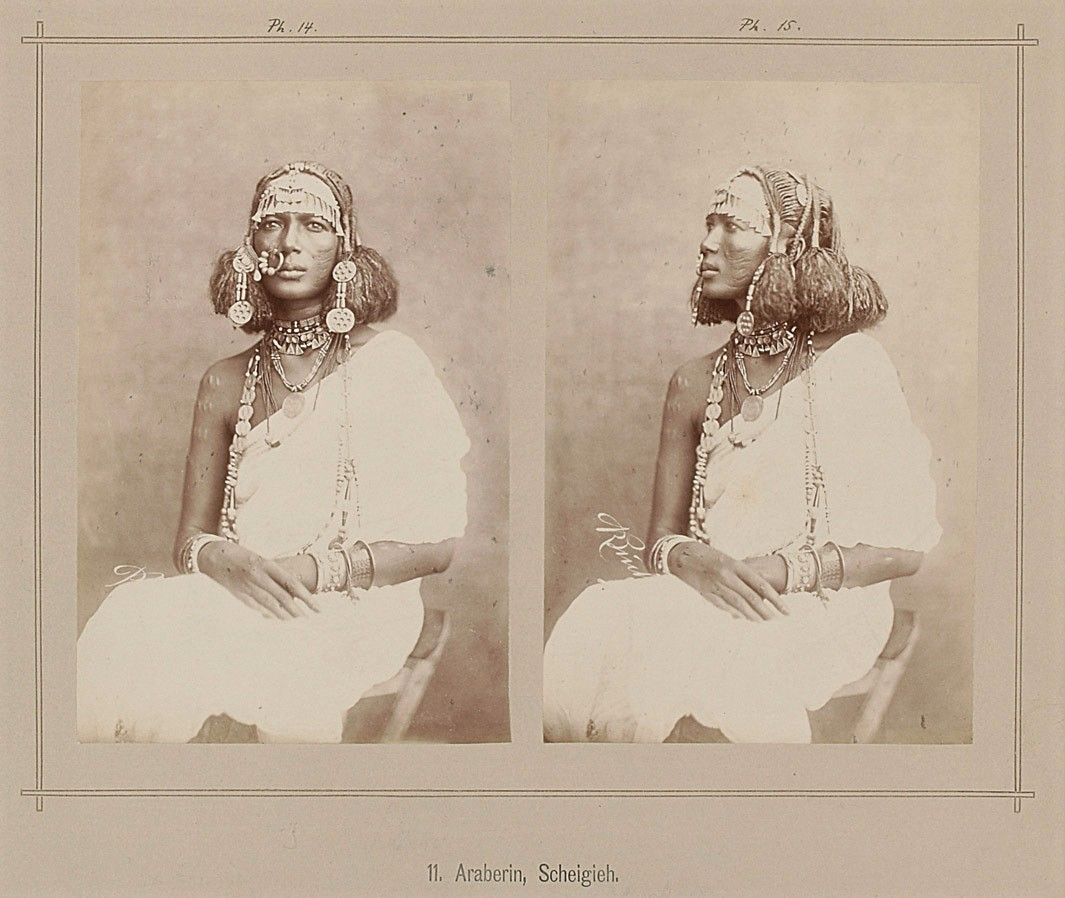
Historische Fotografie einer Frau aus der Ethnie der Shaigiya im Sudan, Richard Buchta, um 1878

Obwohl Richard Buchtas Fotografien bis etwa zur Jahrhundertwende häufig in Reiseberichten über Ostafrika reproduziert wurden, gerieten seine Veröffentlichungen im 20. Jahrhundert weitgehend in Vergessenheit. Im Rahmen von Studien zur Geschichte der Fotografie in Afrika haben jedoch seine Fotografien und ihr Einfluss auf ethnologische Studien und Vorstellungen über Ostafrika in europäischen Werken seit dem späten 19. Jahrhundert neue Aufmerksamkeit erhalten. Anlässlich einer Ausstellung seiner Fotografien im Jahr 2015 schrieb das Pitt Rivers Museum, Oxford: "Seine Reise in die Provinz Äquatoria (heute Teile des Südsudans sowie des nördlichen Ugandas) prägte die visuelle Darstellung ihrer Völker in der europäischen Literatur für eine Generation, die von den wichtigen Autoren über die Entdeckung Zentralafrikas dieser Zeit gefeiert und meist in Form von grafischen Drucken reproduziert wurde."
Richard Buchtas Fotografien befinden sich in verschiedenen Sammlungen in Oxford, Großbritannien, wie dem Pitt Rivers Museum, sowie in den Sammlungen des Weltmuseums in Wien.

## Werke (Auswahl)
- Bibliografie der Werke Richard Buchtas
- Die oberen Nilländer: Volkstypen und Landschaften, dargestellt in 160 Photographien. Mit einer Einleitung von Dr. R. Hartmann, Verlag von Johann Friedrich Stiehm, Berlin, 1881
- Der Sudan und der Mahdi: das Land, die Bewohner und der Aufstand. Stuttgart, 1884
- Der Sudan unter ägyptischer Herrschaft: Rückblicke auf die letzten 60 Jahre. Bearbeitet und herausgegeben, nebst einem Anhang: Briefe Dr. Emin Pascha’s und Lupton-Bey’s an Dr. Wilhelm Junker 1883-85. Leipzig, 1888
- als Mitautor: Dr. Wilhelm Junkers Reisen in Afrika, 1875–1878. Nach seinen Tagebüchern bearbeitet und herausgegeben von dem Reisenden. Band 1. Hölzel, Wien 1889. Volltext online.